# Salacia howesii
Salacia howesii är en benvedsväxtart som beskrevs av Hutchinson och M. B. Moss. Salacia howesii ingår i släktet Salacia och familjen Celastraceae. Inga underarter finns listade.